# Артиллерийская бригада США

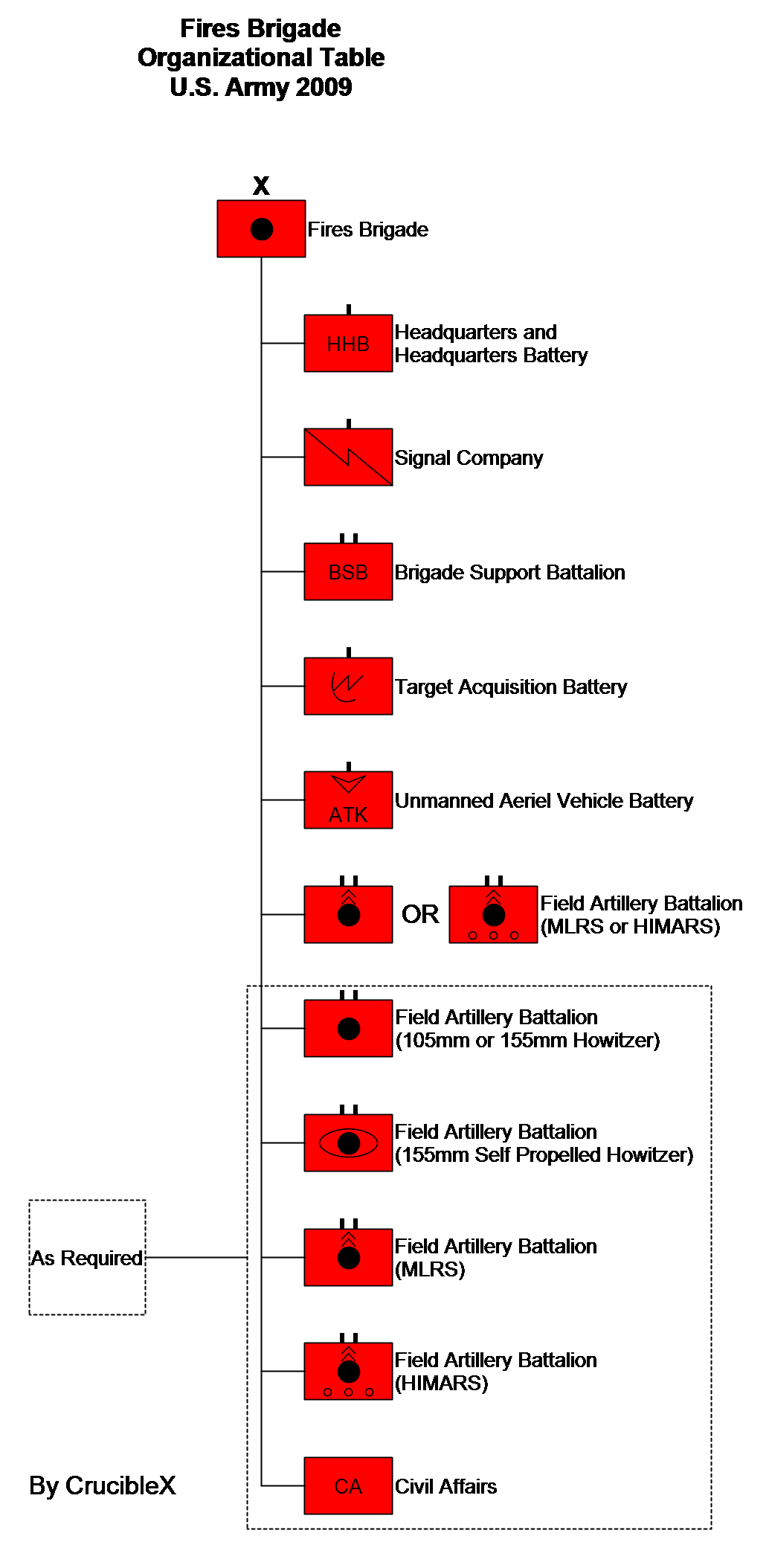
Организационная таблица артиллерийской бригады

Артиллерийская бригада (англ. Field Artillery Brigade) — тактическое соединение боевого обеспечения Армии США. Осуществляет огневую поддержку сухопутных подразделений.

## Задачи
Артиллерийская бригада занимается огневой поддержкой подразделений на уровне корпуса. Огневая поддержка — это быстрая и непрерывная интеграция непрямого огня «земля — земля», обнаружения целей, вооружённых самолётов и других смертоносных и несмертельных систем нападения / доставки, которые сходятся против целей во всех областях в поддержку концепции маневренных операций. Штаб артиллерийской бригады может служить штабом командования артиллерии корпуса (field artillery headquarters (FFA HQ) или оперативной группы войск (joint task force (JTF)). Артиллерийская бригада Национальной гвардии выполняют двойную роль, выступая одновременно в качестве штаба артиллерийского командования дивизии и в качестве отдельной артиллерийской бригады, когда это необходимо. Артиллерийская бригада предоставляет вышестоящему или поддерживаемому командиру штаб для планирования, синхронизации и выполнения ударов, контрударов и артиллерийского огня в поддержку участников боевых операций по всей зоне ответственности командования.
Бригада действует в качестве прямой поддержки и усиливает другие артиллерийские соединения.
Прямая поддержка — это поддержка, требующая от сил поддержки других конкретных сил и уполномочивающие их отвечать непосредственно на запрос поддерживаемых сил о помощи.
Усиление — это поддержка, требующая силы для поддержки другого артиллерийского подразделения. Подобным подразделениям (например, артиллерийский дивизион приданный к другой артиллерийской бригаде) может быть присвоено обозначение R (reinforced), при этом они сохраняют командные отношения с родительским подразделением. Усиление поддержки требует, чтобы одна часть артиллерии усиливала огонь другой артиллерийской части.

## Оснащение
Артиллерийские бригады Армии США, приписанные к корпусу, оснащены РСЗО HIMARS или M270. У артиллерийских бригад Армии Национальной гвардии США могут быть дополнительно пушечные дивизионы. В каждом дивизионе по 3 батареи, в каждой батарее по 6 боевых машин РСЗО.

## Состав
Артиллерийская бригада может включать в себя:
- штаб и штабная батарея (headquarters and headquarters battery (HHB))
- батальон материально-технического обеспечения (brigade support battalion (BSB))
- рота связи и сетевой поддержки (signal network support company)
- радиолокационный взвод целеуказания (target acquisition platoon (TAP)) в штабной батарее (HHB)
- 1—5 артиллерийских дивизионов (field artillery battalion (FA BN))

## Соединения
Армия
- 17-я артиллерийская бригада (дислокация на военной базе Льюис — Маккорд (штат Вашингтон))
- 18-я артиллерийская бригада (дислокация на военной базе Форт-Брэгг (штат Северная Каролина))
- 41-я артиллерийская бригада (дислокация на военной базе Графенвёр (земля Бавария))
- 75-я артиллерийская бригада (дислокация на военной базе Форт-Силл (штат Оклахома))
- 210-я артиллерийская бригада (дислокация на военной базе Кэмп-Кейси (Республика Корея))

Армия Национальной гвардии
- 45-я артиллерийская бригада (Оклахома)
- 65-я артиллерийская бригада (Юта)
- 115-я артиллерийская бригада (Вайоминг)
- 130-я артиллерийская бригада (Канзас)
- 138-я артиллерийская бригада (Кентукки)
- 142-я артиллерийская бригада (Арканзас)
- 169-я артиллерийская бригада (Колорадо)
- 197-я артиллерийская бригада (Нью-Гэмпшир)